# Nevada Tan (Band)/Diskografie
Diese Diskografie ist eine Übersicht über die musikalischen Werke der deutschen Rockband Nevada Tan und ihrer Pseudonyme wie Panik und Zorkkk. Ihre erfolgreichste Veröffentlichung ist das Debütalbum Niemand hört dich, das sich gleichzeitig in den Charts aller D-A-CH-Staaten platzieren konnte und in Deutschland die Top 10 erreichte.

## Legende
- NT – Veröffentlichungen als Nevada Tan
- P – Veröffentlichungen als Panik
- Z – Veröffentlichungen als Zorkkk

## Alben

### Studioalben
| Jahr | Titel Musiklabel                           | Höchstplatzierung, Gesamtwochen, AuszeichnungChartplatzierungen (Jahr, Titel, Musiklabel, Platzierungen, Wochen, Auszeichnungen, Anmerkungen) | Höchstplatzierung, Gesamtwochen, AuszeichnungChartplatzierungen (Jahr, Titel, Musiklabel, Platzierungen, Wochen, Auszeichnungen, Anmerkungen) | Höchstplatzierung, Gesamtwochen, AuszeichnungChartplatzierungen (Jahr, Titel, Musiklabel, Platzierungen, Wochen, Auszeichnungen, Anmerkungen) | Anmerkungen                                             |
| Jahr | Titel Musiklabel                           | DE | AT | CH | Anmerkungen                                             |
| ---- | ------------------------------------------ | --- | --- | --- | ------------------------------------------------------- |
| 2007 | Niemand hört dich NT Vertigo Records (UMG) | DE8 (22 Wo.)DE | AT21 (5 Wo.)AT | CH63 (5 Wo.)CH | Erstveröffentlichung: 20. April 2007 Verkäufe: + 10.000 |
| 2009 | Panik P Vertigo Records (UMG)              | DE38 (1 Wo.)DE | — | — | Erstveröffentlichung: 25. September 2009                |

### Livealben
| Jahr | Titel Musiklabel             | Anmerkungen                           |
| ---- | ---------------------------- | ------------------------------------- |
| 2021 | Live Reunion NT Selbstverlag | Erstveröffentlichung: 25. August 2021 |

## Singles
| Jahr | Titel Album                     | Höchstplatzierung, Gesamtwochen, AuszeichnungChartplatzierungen (Jahr, Titel, Album, Platzierungen, Wochen, Auszeichnungen, Anmerkungen) | Höchstplatzierung, Gesamtwochen, AuszeichnungChartplatzierungen (Jahr, Titel, Album, Platzierungen, Wochen, Auszeichnungen, Anmerkungen) | Höchstplatzierung, Gesamtwochen, AuszeichnungChartplatzierungen (Jahr, Titel, Album, Platzierungen, Wochen, Auszeichnungen, Anmerkungen) | Anmerkungen                             |
| Jahr | Titel Album                     | DE | AT | CH | Anmerkungen                             |
| ---- | ------------------------------- | --- | --- | --- | --------------------------------------- |
| 2007 | Revolution NT Niemand hört dich | DE15 (9 Wo.)DE | AT25 (9 Wo.)AT | — | Erstveröffentlichung: 30. März 2007     |
| 2007 | Vorbei NT Niemand hört dich     | DE29 (9 Wo.)DE | AT42 (3 Wo.)AT | — | Erstveröffentlichung: 8. Juni 2007      |
| 2007 | Neustart NT Niemand hört dich   | DE44 (6 Wo.)DE | — | — | Erstveröffentlichung: 24. August 2007   |
| 2008 | Was würdest du tun? P Panik     | DE28 (5 Wo.)DE | — | — | Erstveröffentlichung: 15. Februar 2008  |
| 2009 | Lass mich fallen P Panik        | DE62 (4 Wo.)DE | — | — | Erstveröffentlichung: 1. September 2009 |
| 2010 | Game Over NT –                  | — | — | — | Erstveröffentlichung: 23. April 2010    |
| 2016 | Ausnahmezustand Z –             | — | — | — | Erstveröffentlichung: 28. April 2016    |
| 2021 | Es ist Zeit NT –                | — | — | — | Erstveröffentlichung: 24. Dezember 2021 |

## Videoalben und Musikvideos

### Videoalben
| Jahr | Titel Musiklabel                                  | Anmerkungen                              |
| ---- | ------------------------------------------------- | ---------------------------------------- |
| 2007 | Niemand hört dich – Live NT Vertigo Records (UMG) | Erstveröffentlichung: 28. September 2007 |

### Musikvideos
| Jahr | Titel                 | Regisseur(e)      |
| ---- | --------------------- | ----------------- |
| 2007 | So wie du NT          |                   |
| 2007 | Revolution NT         | Joern Heitmann    |
| 2007 | Vorbei NT             | Joern Heitmann    |
| 2007 | Neustart NT           | Joern Heitmann    |
| 2007 | Geht ab NT            |                   |
| 2008 | Was würdest du tun? P | Hinrich Pflug     |
| 2008 | Stubenrocker P        | Andreas Z. Simon  |
| 2009 | Jeder P               |                   |
| 2009 | Lass mich fallen P    | Martin Schmitt    |
| 2016 | Ausnahmezustand Z     | Timo Sonnenschein |

## Sonderveröffentlichungen

### Alben
| Jahr | Titel Musiklabel   | Anmerkungen                                                           |
| ---- | ------------------ | --------------------------------------------------------------------- |
| 2005 | Was P Selbstverlag | Erstveröffentlichung: 2005 kostenloser Download auf der Band-Homepage |

### Lieder
| Jahr | Titel Album              | Anmerkungen                                                                  |
| ---- | ------------------------ | ---------------------------------------------------------------------------- |
| 2009 | Stubenrocker P Dein Song | Erstveröffentlichung: 20. November 2009 mit Julian Hauschild & Joshua Lorber |

### Videoalben
| Jahr | Titel Musiklabel                        | Anmerkungen                                                                   |
| ---- | --------------------------------------- | ----------------------------------------------------------------------------- |
| 2007 | Making of Panik P Vertigo Records (UMG) | Erstveröffentlichung: 25. September 2009 Bonus-DVD; Teil von Panik (Digipack) |

## Promoveröffentlichungen
| Jahr | Titel Album                        | Anmerkungen                       |
| ---- | ---------------------------------- | --------------------------------- |
| 2007 | Ein neuer Tag NT Niemand hört dich | Erstveröffentlichung: 2007        |
| 2008 | Wegweiser P –                      | Erstveröffentlichung: Januar 2008 |

## Statistik

### Chartauswertung
|                     | DE    | AT    | CH    |
| ------------------- | ----- | ----- | ----- |
| Nummer-eins-Alben   | DE—DE | AT—AT | CH—CH |
| Top-10-Alben        | DE1DE | AT—AT | CH—CH |
| Alben in den Charts | DE2DE | AT1AT | CH1CH |

|                       | DE    | AT    | CH    |
| --------------------- | ----- | ----- | ----- |
| Nummer-eins-Singles   | DE—DE | AT—AT | CH—CH |
| Top-10-Singles        | DE—DE | AT—AT | CH—CH |
| Singles in den Charts | DE5DE | AT2AT | CH—CH |

### Auszeichnungen für Musikverkäufe
| Goldene Schallplatte - Russland - 2008: für das Album Niemand hört dich |

| Land/RegionAuszeichnungen für Musikverkäufe (Land/Region, Auszeichnungen, Verkäufe, Quellen) | Gold  | Platin | Verkäufe | Quellen      |
| -------------------------------------------------------------------------------------------- | ----- | ------ | -------- | ------------ |
| Russland (NFPF)                                                                              | Gold1 | —      | 10.000   | 2m-online.ru |
| Insgesamt                                                                                    | Gold1 | —      |          |              |